# Arturo Longton
Arturo Longton Guerrero (Limache, 25 de junio de 1948-Quilpué, 3 de julio de 2015) fue un abogado y político chileno, militante de Renovación Nacional (RN). Ejerció como gobernador de la provincia de Marga Marga entre 2010 y 2012, bajo el primer gobierno del presidente Sebastián Piñera —siendo el primero en ocupar dicho cargo—. Fue también diputado de la República en representación del distrito n.º 12 (de la Región de Valparaíso) durante cuatro periodos consecutivos, desde 1990 hasta 2006. Anteriormente fungió como alcalde de las comunas de Quilpué (1983-1987) y Valparaíso (1987-1988), designado por la dictadura militar de Augusto Pinochet.

## Biografía

### Familia
Nació en Limache el 25 de junio de 1948, siendo hijo de Arturo Longton y de María Nora Guerrero. Estuvo casado con Amelia Herrera Silva, quien fuera alcaldesa de Quilpué (1996-2004) y diputada por el distrito n.º 12 (2006-2010), con quien fue padre de tres hijos: Amelia, Arturo y Andrés; estos dos últimos se han hecho conocidos como participantes de reality shows. Andrés siguió los pasos de su padre, siendo elegido diputado en las elecciones parlamentarias de 2017 y reelecto en las parlamentarias de 2021.

### Estudios y vida laboral
Realizó sus estudios primarios en el Colegio Salesiano de Valparaíso y los secundarios en el Liceo N°2 de Recreo, Viña del Mar. Finalizada su etapa escolar, estudió licenciatura en historia, en la Pontificia Universidad Católica de Valparaíso (PUCV), la que abandonó después de un año, y se cambió a la Facultad de Derecho de la misma universidad. Terminó la carrera en la Universidad de Chile. Obtuvo el título de abogado el 15 de abril de 1981. Más adelante, efectuó un doctorado en derecho histórico en la Universidad Complutense de Madrid, España.
Antes de entrar en política ejerció su profesión como abogado procurador de Santiago y fiscal sumariante de la Corporación de la Reforma Agraria (CORA).

### Fallecimiento
Longton fue encontrado muerto en su departamento de Quilpué, la mañana del 3 de julio de 2015, tras fallecer de un paro cardíaco, a los 67 años de edad. La Intendencia de Valparaíso anunció dos días de duelo por su muerte.

## Carrera política

### Alcalde
Comenzó su carrera política durante la dictadura militar como secretario y abogado del área de administración y finanzas de la Municipalidad de Valparaíso, durante la gestión del alcalde Francisco Bartolucci, entre 1981 y 1983.
Ese mismo año fue designado alcalde de Quilpué, ejerciendo hasta 1987, cuando pasó a ejercer como alcalde de Valparaíso, cargo en el cual se desempeñó hasta 1988. A fines de ese año se incorporó al partido Renovación Nacional (RN).

### Diputado
En las elecciones parlamentarias de 1989 fue elegido como diputado en representación del distrito n.º 12, conformado por las comunas de Olmué, Limache, Villa Alemana y Quilpué (actual provincia de Marga Marga), para el período legislativo 1990-1994 Integró la Comisión Permanente de Gobierno Interior, Regionalización, Planificación y Desarrollo Social y la de Relaciones Exteriores, Integración Latinoamericana y Asuntos Interparlamentarios. Fue además, miembro de la Comisión Especial de Régimen Político Chileno; de Desarrollo de la Quinta Región; de la Empresa Marítima del Estado (EMPREMAR) y de la de Problemas Carcelarios de Chile, la cual presidió.
En las elecciones parlamentarias de 1993, obtuvo su segundo periodo como diputado por el mismo distrito, para ejercer entre 1994 y 1998; en dicho periodo fue diputado reemplazante en la Comisión Permanente de Gobierno Interior, Regionalización, Planificación y Desarrollo Social y en la de Derechos Humanos, Nacionalidad y Ciudadanía. Integró también la Comisión Permanente de Relaciones Exteriores, Asuntos Interparlamentarios e Integración Latinoamericana y la de Régimen Interno, Administración y Reglamento. Fue nombrado jefe de la bancada de diputados de RN.
En las elecciones parlamentarias de 1997 obtuvo nuevamente la reelección, esta vez para integrar el L Periodo Legislativo (1998-2002), donde integró la Comisión Permanente de Relaciones Exteriores, Integración Latinoamericana y Asuntos Interparlamentarios y se incorporó a la de Trabajo y Seguridad Social.
Se presentó nuevamente como candidato a diputado en las elecciones parlamentarias de 2001, logrando la tercera reelección por el distrito n.º 12, para el período 2002-2006, en el que integró la Comisión Permanente de Relaciones Exteriores, Asuntos Interparlamentarios e Integración Latinoamericana; la de Gobierno Interior, Regionalización, Planificación y Desarrollo Social y la de Ciencias y Tecnología. De la misma manera, fue miembro de la Comisión Especial que Establece Beneficios para los Discapacitados; presidió la Comisión Especial que Investigó las Eventuales Irregularidades de los diputados Jaime Jiménez, Cristián Pareto y Eduardo Lagos, el exsubsecretario de Transportes y Telecomunicaciones Patricio Tombolini, entre otros.

#### Labor parlamentaria
El 12 de abril de 1994, junto a otros parlamentarios, participó como autor del proyecto que buscaba modificar las disposiciones del Código Penal que sancionan casos de corrupción (Boletín 1177-07) que se convirtió en la Ley Nº19.645, publicada en el Diario Oficial el 11 de diciembre de 1999.
En el periodo 1994-1998, presentó junto a otros parlamentarios, presentaron el 25 de noviembre de 1995 la moción para una Nueva Ley de Matrimonio Civil (Boletín 1759-18), que se convirtió en la Ley N.º 19.947, publicada el 7 de mayo de 2004.
Presentó el 6 de enero de 1999, junto a otros diputados, un proyecto de ley que buscaba modificar  el artículo 73, del Código de Minería (Boletín 2294-08), el cual fue aprobado y publicado como la Ley N.º 19.694, publicada en el Diario Oficial el 22 de septiembre de 2000.
En el período 1998-2002, presentó junto a otros parlamentarios de su colectividad, a Waldo Mora del Partido Demócrata Cristiano (PDC), y a Manuel Rojas Molina de la Unión Demócrata Independiente (UDI), fueron autores de la moción que buscaba ampliar a tribunales de las ciudades de Arica, Iquique, Tocopilla, Antofagasta, Chañaral, Caldera, Coquimbo, Valparaíso, San Antonio, Constitución, Talcahuano, Valdivia, Puerto Montt, Castro, Puerto Aysén, Punta Arenas, o el de Isla de Pascua, la competencia para conocer de infracciones a la Ley de Pesca y Acuicultura, (Boletín 2180-01), presentada el 9 de junio de 1998. El proyecto fue aprobado y se convirtió en la Ley N.º 19.264 publicada el 28 de agosto de 1999.
Junto a Baldemar Carrasco y Francisco Bartolucci, fue autor del proyecto que modifica el programa especial de becas para estudiantes de escasos recursos en la Región de Aysén, Provincia de Isla de Pascua y comuna de Juan Fernández (Boletín 151-04) presentado el 13 de septiembre de 1990. Se convirtió en la Ley N.º 19.206, publicada el 18 de marzo de 1993.
En el período 2002-2006, participó con otros parlamentarios de la moción que buscaba regular que la prescripción en delitos sexuales contra menores, se computará desde el día en que éstos alcancen la mayoría de edad, presentado el 19 de enero de 2005 (Boletín 3786-07). Fue aprobado, y se convirtió en la Ley N.º 20.207 publicada el 31 de agosto de 2007.
Asimismo, enero de 2003, junto a parlamentarios de varias bancadas, presentaron un proyecto de ley que buscaba modificar el artículo 119 del Código Sanitario en lo relativo al aborto terapéutico (Boletín 3197-11). Dicha moción es considerada como antecedente histórico sobre esta materia, y  figura en el Mensaje Presidencial enviado en enero de 2015 al parlamento que contiene el proyecto de ley que regula la despenalización de la interrupción voluntaria del embarazo en tres causales (Boletín 9895-11).
Durante su trabajo parlamentario, participó en el proyecto  que buscó modificar la ley N°12.265, que dispone vender en pública subasta las cosas corporales muebles puestas a disposición de los juzgados del crimen y que no hayan caído en comiso, en la forma que indica, presentado en agosto de 2004 (Boletín 3634-07).

### Candidatura fallida al Senado y gobernador
En las elecciones parlamentarias de 2005 fue nominado por su partido como candidato a senador por la Región de Coquimbo, donde solo obtuvo un 4,99% de los votos, tras lo cual se retiró durante un tiempo de la vida política.
En 2010 fue designado por el presidente Sebastián Piñera como gobernador de la Provincia de Marga Marga, asumiendo el 17 de marzo de ese año, y ejerciendo hasta el 16 de noviembre de 2012, fecha en que presentó su renuncia, para buscar la nominación como candidato a diputado por el distrito n.º 12 en las elecciones parlamentarias de 2013, en las cuales obtuvo un 14,67% de los votos, no resultando elegido.

## Historial electoral

### Elecciones parlamentarias de 1989
- Elecciones parlamentarias de 1989, candidato a diputado por el distrito 12 (Limache, Olmué, Quilpué y Villa Alemana) [5]

### Elecciones parlamentarias de 1993
- Elecciones parlamentarias de 1993, candidato a diputado por el distrito 12 (Limache, Olmué, Quilpué y Villa Alemana) [6]

### Elecciones parlamentarias de 1997
- Elecciones parlamentarias de 1997, candidato a diputado por el distrito 12 (Limache, Olmué, Quilpué y Villa Alemana) [7]

### Elecciones parlamentarias de 2001
- Elecciones parlamentarias de 2001, candidato a diputado por el distrito 12 (Limache, Olmué, Quilpué y Villa Alemana) [8]

### Elecciones parlamentarias de 2005
- Elecciones parlamentarias de 2005, candidato a senador por la Circunscripción 4 (Coquimbo)[9]

### Elecciones parlamentarias de 2013
- Elecciones parlamentarias de 2013, candidato a diputado por el distrito 12 (Quilpué, Olmué, Limache y Villa Alemana)[10]